# Gargnano
Gargnano – miejscowość i gmina we Włoszech, w regionie Lombardia, w prowincji Brescia.
Według danych na rok 2004 gminę zamieszkiwało 3016 osób, 38,7 os./km².